# بییاگنسالو پدرنالس
بییاگنسالو پدرنالس (به اسپانیایی: Villagonzalo Pedernales) یک شهرستان در اسپانیا است که در استان بورگس واقع شده‌است.

## خصوصیات
بییاگنسالو پدرنالس ۱۳ کیلومترمربع مساحت و ۱٬۰۴۳ نفر جمعیت دارد.